# Pierre Chassé
Pour les articles homonymes, voir Chassé.
Pierre Chassé, alias Ludo, né le 27 février 1922 à Clamart et mort le 18 février 1997 à Sainte-Foy-lès-Lyon, est un militaire et résistant français ayant fait partie des Maquis de l'Ain et du Haut-Jura.

## Biographie

### Exode et engagement militaire
Employé chez l'agent de change Hayaux du Tilly à Paris en 1939, il fuit à vélo en direction d'Oudon en Loire-Atlantique au cours de l'Exode de juin 1940.
En janvier 1941, Pierre Chassé rejoint la zone libre et s’engage à Toulon pour une unité d’Afrique du Nord mais doit abandonner ce projet 48 heures plus tard. Il intègre alors, le 26 mars 1941, le 20e bataillon de chasseurs alpins de l'Armée d'armistice, situé à Digne.
Le 27 novembre 1941, l’armée d’armistice est dissoute. De retour à Paris, il retrouve le 17 décembre 1941 son poste d'employé d'agent de change d'avant-guerre. Après guerre il s'installera à Lyon pour s'occuper de la fratrie de son épouse Noëmie Augagneur. Il occupera divers postes d'employés notamment auprès de l'entreprise Salmon textiles. Puis il prendra des fonctions de secrétaire auprès d'un artisan photographe créateur de la TPE Editions Xavier Mappus, au Puy en Velay, qui viendra s'installer à Lyon (rue Saint hélène). Il terminera sa carrière comme directeur de l'hôpital de Moze  (Ardèche)

### Résistance
En avril 1943, Pierre Chassé refuse d'effectuer le S.T.O, où il aurait dû partir le 6 avril 1943. Devenu "réfractaire" il quitte son domicile de Clamart pour se cacher dans Paris , notamment " dans un appartement de Montmartre devenu vide "car ses occupants, des israelistes, l'ont quitté pour ne pas être déportés..." (carnet personnel de mémoies "Une tranche de vie" archives familiales) . Il attend un départ promis pour Londres, qui ne vient pas. en panne de moyens  pour survivre clandestinement à Paris, sur des contacts données par cousin André Jacqueson,  avec trois autres amis clamartois ils décident de pour le maquis maquis. C'est à ce moment qu'ils décident du choix de leurs noms de "guerre" qui devra désormais permettre de préserver leur anonymat:Roger BERNARD devient Archer, François BENEZi devient Hannibal, Alban PERRIER devien Bambi et Pierre Chassé devient Ludovic dit Ludo
Ils quittent Paris le 27 août 1943. Après un bref passage à Grenoble, contact est établi avec le service PERICLES. Ils ont dirigé sur un camp de triage près de Cuculet, non loin de ce qui deviendra Les Deux Alpes.Ils arrivent en septembre 1943 à Lamoura (Jura) et intègrent l’École des Cadres des Maquis de la Région Militaire R1 (Rhône-Alpes). En octobre le groupe se sépare et Nannibal et Ludo sont envoyés dans les maquis de l'Ain.
Du fait de son passé militaire Ludo est intégré rapidement à l'encadrement des maquisards. Le 11 novembre 1943, il participe au défilé des maquis de l’Ain à Oyonnax organisé par Henri Romans-Petit, en tant que responsable des groupes francs chargés de la protection du défilé. C'est lui qui reçoit à l'entrée d'Oyonnax la gerbe en forme de grande croix de Lorraine « Un peu encombrant et pas très discret, ce "paquet" quand on se balade seul sur une route ! ». Lorsque les maquisards seront en place, il remettra la gerbe à Julien Roche et se placera à gauche de la garde d'honneur du drapeau.
Le 24 janvier, il participe à l'attaque du lac de Sylans où cinq gendarmes allemands sont attaqués dans leurs deux voitures et qui entraîne la mort de trois d'entre eux,.
Le 8 février 1944, Pierre Chassé, avec le P.C. départemental du maquis (20 hommes ce jour-là), est cerné dans une ferme isolée par une centaine d'allemands: 10 maquisards sont tués. Il est grièvement blessé par deux balles de mitrailleuse lors de l'offensive allemande contre la ferme de la Montagne à L'Abergement-de-Varey. Ne pouvant plus marcher, il est porté par Denis Johnson. Sauvés par la montée du brouillard il est caché sur le fournil du boulanger local où il reste jusqu'au départ des allemands. Il est hospitalisé à la clinique de Bourg-en-Bresse avant de réintégrer le maquis.
Remis de sa blessure Pierre Chassé est nommé adjoint du lieutenant Naucourt (de son vrai nom Elisée Alban Darthenay, Saint-Cyrien de la promotion Liautey. Mi-mars, ils sont à la tête d'un groupe de maquisard qui installe un camp près du lac Genin (au-dessus de Charix-le-Haut, Ain) fin mars 1944, et doit l'évacuer le 1er avril à la suite d'un accrochage avec une unité allemande sur la RN (l'actuelle D 1028) au bord du lac de Sylans (Nantua) pour rejoindre un campement à la ferme des Mottets près des Moussières et de Belleydoux dans le Jura. Le 7 avril 1944, le lieutenant Naucourt est capturé, torturé, exécuté à Sièges ; il n'a pas parlé pendant son martyre. Le sous-lieutenant Pierre Chassé combat à la tête de la « Compagnie Naucourt » qui intègre la « Compagnie Lorraine ». 
En août 1944, il participe au côté des troupes américaines à la bataille de Meximieux.En septembre , les Allemands sont en déroute et l'action clandestine des maquisards s'arrête. Les F.F.I. de l'Ain sont dissous et les maquisards volontaires forment 3 bataillons  le 1/99eme RIA, le 2/99eme RIA et le 6eme BCA. .  
À la Libération, il s'engage donc comme Sous-Lieutenant au 99e Régiment d'Infanterie Alpine dont il assure le commandement de la 4e compagnie sur le front des Alpes, à Névache où est établi son P.C. jusqu'à sa démobilisation le 15 décembre 1945. Le 8 septembre 1945, à Lyon IIème, il a épousé Noëmi Augagneur, qu'il a connu dans l'Ain, entouré des officiers du 1-99ème RIA dont so commandant le Lieutenant Colonel de Sury qui fut son témoin.

## Distinctions
- Officier de la Légion d'honneur (décret du 31 décembre 1993) ; chevalier par décret du 29 décembre 1948.